# Orden de Salomón
La Orden Imperial de Salomón fue la más alta condecoración del Imperio de Etiopía, actualmente considerada la más alta Orden dinástica otorgada por la Dinastía Salomónica. 

## Historia de la Orden
En 1922, la Emperatriz Zauditu consideró apropiado el hecho de crear dentro de la Orden del Sello de Salomón, por aquel entonces la más alta del Imperio, un grado especial, consistente en un Collar y una placa especiales y de distinto diseño que las insignias de la Orden. Dicho grado especial era otorgado a un grupo muy reducido de la sociedad etíope, concretamente, y a partir de la reforma que vivió la Orden en 1930, al separarse de la Orden del Sello de Salomón, a tres personas que hubiesen prestado servicios excepcionalmente meritorios de un valor extraordinario que hubiesen redundado en beneficio del Imperio, además de a los miembros de más rango de la Familia Imperial y a ciertos Jefes de Estado extranjeros. 
El nombre de la Orden es una clara referencia al fundador de la Dinastía Salomónica. Se dice que la Dinastía Salomónica, antigua Casa Imperial de Etiopía, desciende del Rey Salomón y de la Reina de Saba, progenitores de Menelik I, tras la visita de la Reina de Saba a Jerusalén. Por ello, la Orden se basó en ello para el diseño de las insignias, con una simbología muy arcaica y única. 
Tras la caída del Imperio, en 1974, estando la Orden bajo el Gran Magisterio del Emperador Haile Selassie, se convierte en Orden Dinástica. El Consejo de la Corona de Etiopía, presidido por S.A.R. el Príncipe Ermias Sahle Selassie, tiene ahora la facultad de conceder esta condecoración, por designación de S.A.R. el Príncipe Heredero Zera Yakob Amha Selassie.